# João Crisóstomo da Rocha Cabral

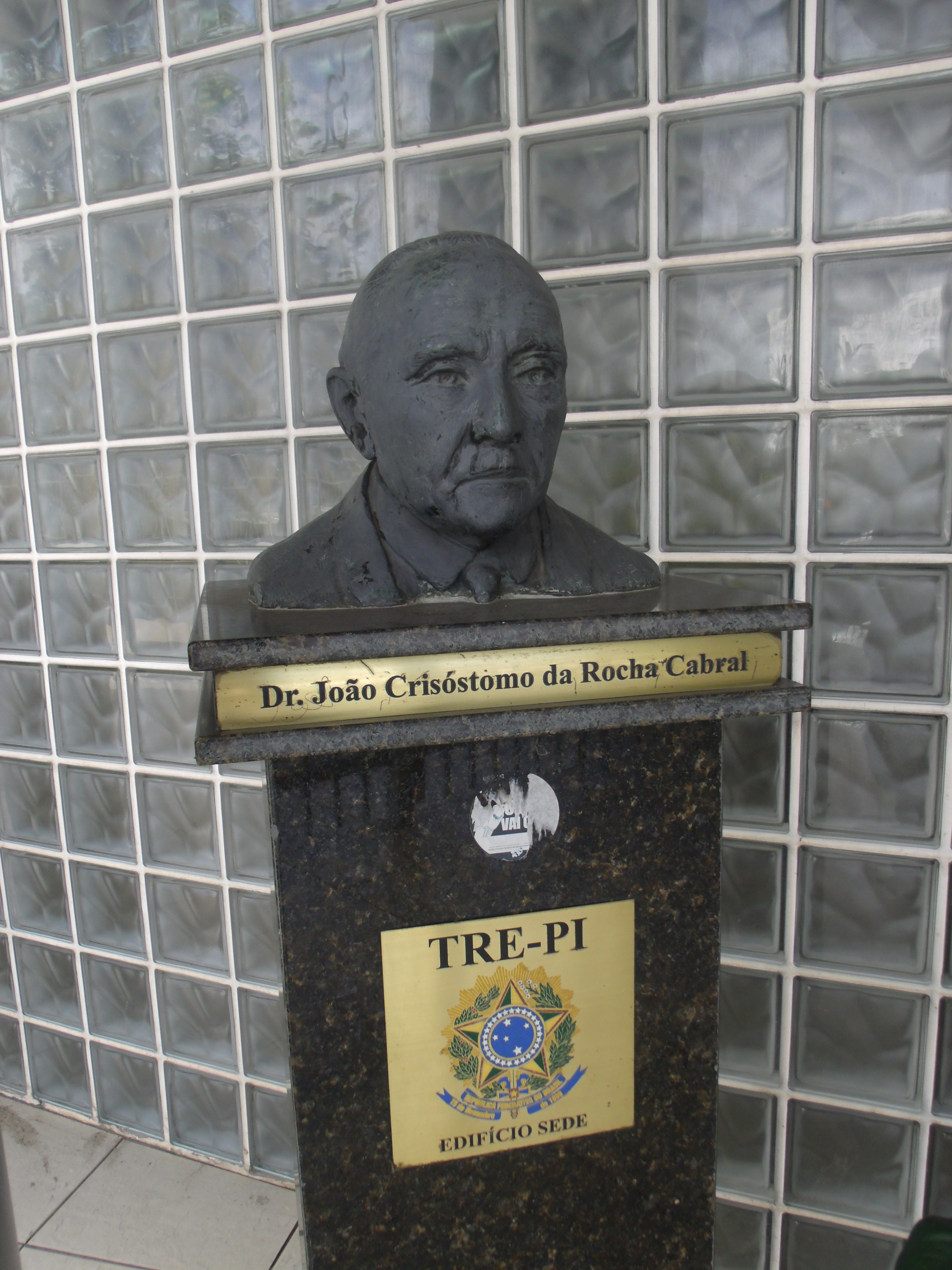
Busto na frontaria do palácio do Tribunal Regional Eleitoral do Piauí.

João Crisóstomo da Rocha Cabral (Jerumenha, 27 de janeiro de 1870 - Rio de Janeiro, 5 de janeiro de 1946.) foi um jurista, professor e político brasileiro.

## Biografia
Filho de Honorato de Ferreira Cabral e de Maria Emília Rocha Cabral, em Recife, entra na Faculdade de Direito de Recife onde se graua em direito em 1892. Mudou-se para o estado do Amazonas aí atuando na advocacia, como juiz municipal, procurador fiscal, consultor jurídico municipal, consultor do tesouro do estado e professor. Na política foi deputado federal pelo Piauí de 1918 a 1923; no Rio de Janeiro foi professor de
direito comercial na Universidade do Brasil.
.

## Comissão jurídica de elaboração do Código Eleitoral Brasileiro
Em 1932  foi um dos juristas da comissão que elaborou o Código Eleitoral de 1932, juntamente com Maurício Cardoso, Assis Brasil e Mário Pinto Serva; foi membro do Tribunal Superior Eleitoral.

## Obras literárias
Como literato e jurista produziu obras de liteatura jurídica e outras:
- Caminho da paz
- pela ordem jurídica
- Sínteses eleitorais e o seu projeto do Código Eleitoral
- Teoria jurídica da conta corrente
- Das falências e do respectivo processo
- Evolução do direito internacional
- Projeto de Constituição do estado do Piauí*
- A nova reforma do ensino
- Debêntures ou obrigações do portador
- Economia política
- Ciências das finanças e do direito
- Empréstimos populares
- Sistema eleitoral do ponto de vista das minorias
- Síntese do problema bancário no Brasil
- Código Eleitoral comentado
- A crise financeira
- Palimpsestos
- Regimento de custas judiciárias do estado do Amazonas
- Projeto de código do processo penal do estado do Amazonas
- Calafetemos a nau
- Política de saneamento
- Leitura de direito internacional
- Limitações de usura nos comércios populares
- Poesia e síntese e Vis poética da literatura piauiense.